# Gefle Manufakturaktiebolag

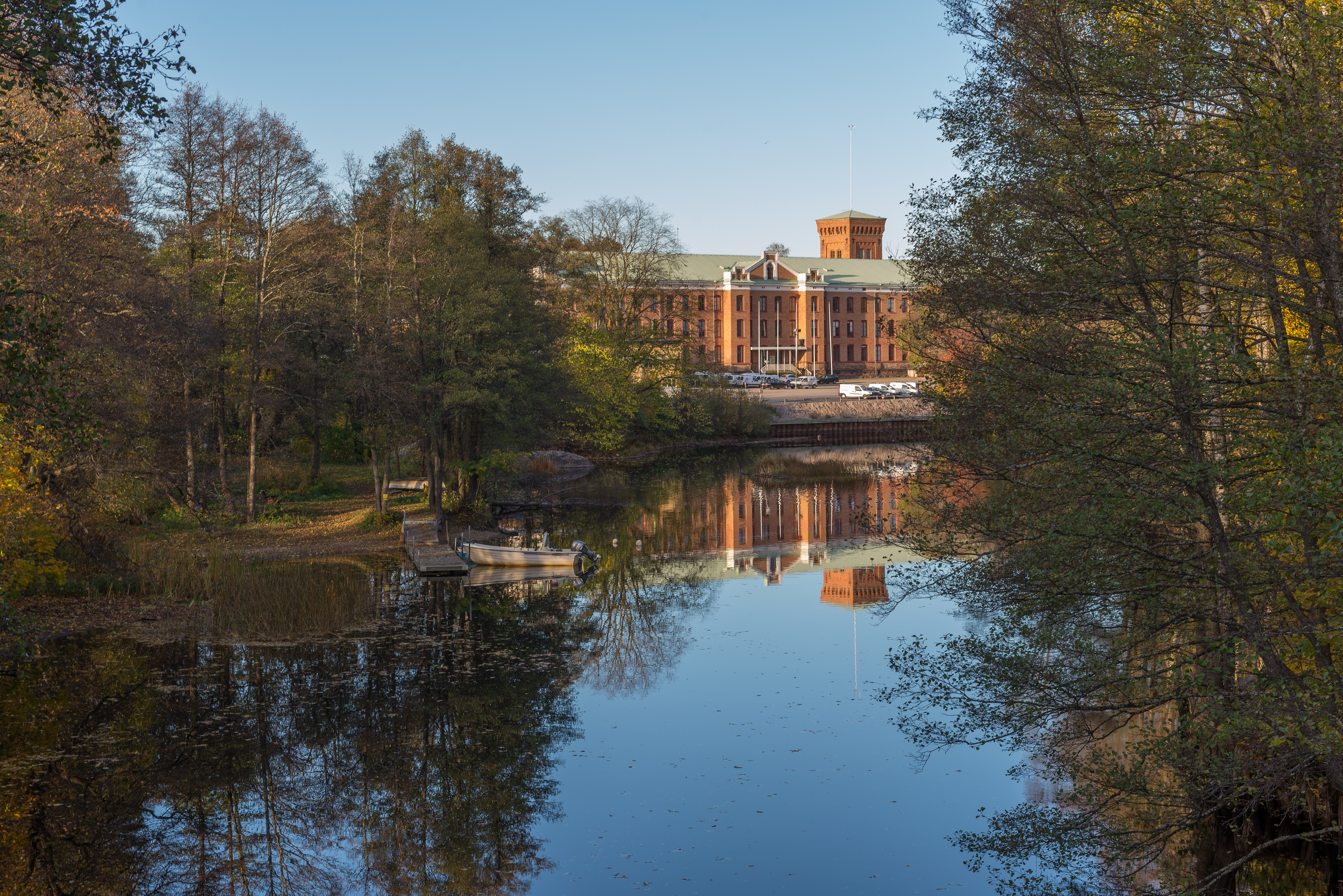
Testeboån 2013 med Gefle Manufakturaktiebolags gamla fabriksbyggnad i bakgrunden

Gefle Manufakturaktiebolag var ett textilföretag som var verksamt 1849–1960 i Strömsbro i Gävle.
Bolaget grundades den 16 oktober 1849 på initiativ av Per Murén "i och för anläggande och drivande av ett bomullsmanufakturverk vid Strömsbro", och dess första bolagsordning antogs den 23 november samma år, enligt vilken aktiekapitalet utgjorde den för den tiden högst betydande summan av 900 000 kronor. Bolaget var det första av alla industriföretag i Sverige, som tillkom i enlighet med 1848 års aktiebolagslag. Bolagets stiftare utgjordes förutom av Murén, som blev verkställande direktör, av Lars Johan Hierta och Erik Daniel Engelmark i Stockholm. I dess första styrelse insattes dessutom Erik Daniel Grape och Göran Fredrik Göransson. 
Anläggningen kom att uppföras i Strömsbro, på en ö i Testeboån en bit uppströms åns mynning i Inre fjärden, där alla förutsättningar fanns för ett stort industriföretag, god tillgång på vattenkraft, fria utvecklingsmöjligheter i fråga om fabriks- och bostadsområden, närhet till staden med dess kommunikationer och tillfälle till direkt skeppning genom läget vid fjärden. Vid Strömsbro fanns vid denna tid ett gammalt bränneri, och genom det nya företagets tillkomst erhöll den utfattiga befolkningen där sin utkomst. Mark för fabriksbyggnaden jämte erforderliga förråds- och lagerlokaler erhölls genom inköp av nämnda bränneri och Testebo kvarn, varjämte mark förvärvades för anläggande av en tilloppskanal med dammbyggnad för att leda vattnet från Testeboån till fabriken. Ett tegelbruk anlades även för att bränna tegel för fabriksbyggnadens uppförande, i det lera av god beskaffenhet fanns på platsen. Under många år levererades för övrigt tegel därifrån till en hel del andra företag. 
Den ursprungliga planen gick ut på att anlägga endast ett spinneri med 15 000 spindlar, men sedermera utvidgades planen därhän att även ett väveri om 80 vävstolar skulle anläggas. I stället minskades spindelantalet till 12 000. I denna utsträckning börjades tillverkningen år 1852. Samtliga maskiner anskaffades från England och uppsattes av kompetenta engelska montörer. För att bereda bostäder åt dessa uppfördes den så  kallade "engelska byggningen", inredd efter engelskt mönster. Bolagets fabrikat fick genast en strykande åtgång. Redan 1855 uppgick tillverkningssumman till mer än 1 500 000 kronor, en siffra, som får sin belysning av det faktum, att 1850 uppgick tillverkningssumman vid Gävle stads samtliga fabriker till icke mer än 377 861 kr. År 1855 var vid fabriken anställda en fabrikör, fyra mästare samt 242 vuxna och 152 minderåriga arbetare. 
Till en början drevs fabrikens maskineri av ett i England förfärdigat vattenhjul av gigantiska dimensioner, vilket på sin tid var en sevärdhet. Hjulets diameter var 42 fot och dess bredd 20 fot. Vattnets fallhöjd var 34 fot. Detta stora hjul utvecklade dock endast 180 hästkrafter och befanns snart vara för litet, varför år 1888 en turbin på 120 hästkrafter ytterligare insattes. År 1896 borttogs det stora vattenhjulet och ersattes med en tvillingturbin om 500 hästkrafter, med vilken kraft fabriken drevs till 1917, då driften omlades till elektrisk och två nya turbiner på 800 hästkrafter insattes. År 1869 kompletterades anläggningen med ett färgeri och blekeri, som anlades på den 1866 inköpta egendomen Stigslund, gränsande intill fabriksanläggningen. 
I mitten på 1880-talet vidtogs en del förbättringar samt utvidgningar och bolagets ekonomi konsoliderades. Verksamheten började åter bli mer lönande och utdelningen till aktieägarna mera tillfredsställande. Under disponent Elam Höglunds ledning 1884–1918 vidtogs en hel del förbättringar och utvidgningar vid bolagets anläggning. År 1898 försågs fabriken med reservkraft av ånga för att vid vattenbrist eller andra tillstötande avbrott vara fullt oberoende av vattenkraften. 
Gefle Manufakturs AB:s fabrikat, placerades till större delen på mellersta och norra Sverige och deras fabriksmärke "Svanen" blev ett över hela landet välkänt och efterfrågat märke. Förstaden Strömsbro, som utgjorde en stadsdel i Gävle, "Gefle stads 6:e kvarter", har för sin tillkomst helt och hållet att tacka manufakturbolaget. Vid Testeboån gav bolaget, förutom den borglika fabriksanläggningen, upphov till ett samhälle av arbetarbostäder. Samtliga bolaget tillhöriga gårdar, i vilka bostäder bereddes för alla tjänstemän och förmän samt större delen av arbetspersonalen, var omgivna av större eller mindre trädgårdstäppor. 
Bolagets verkställande direktör var 1918–1948 disponent Gunnar Höglund. Sistnämnda år såldes företaget till Hargskoncernen, men till följd av den dåvarande textilkrisen i Sverige nedlades företaget slutligen 1960, varvid 300 personer miste sina arbeten. Den tidigare fabriksbyggnaden blev på 1970-talet industrihotell.